# Nørre Kirkeby Kirke
Nørre Kirkeby Kirke ligger i landsbyen Nørre Kirkeby ca. 13 km N for Nykøbing Falster (Region Sjælland).

## Eksterne kilder og henvisninger
- Wikimedia Commons har flere filer relateret til Nørre Kirkeby Kirke
- Nørre Kirkeby Kirke Arkiveret 31. januar 2011 hos  Wayback Machine på nordenskirker.dk
- Nørre Kirkeby Kirke på KortTilKirken.dk
- Nørre Kirkeby Kirke på danmarkskirker.natmus.dk (Danmarks Kirker, Nationalmuseet)